# Willman 1
Willman 1 ist eine ultralichtschwache Zwerggalaxie möglicherweise auch ein Kugelsternhaufen.
Sie wurde benannt nach Beth Willman vom Haverford College, der führenden Autorin einer Studie basierend auf Daten des Sloan Digital Sky Survey.
Die Galaxie ist ein Trabant der Milchstraße und etwa 120 kpc entfernt.
Willman 1 besitzt eine elliptische Form mit einem Halblichtradius von etwa 25 pc und einer heliozentrischen Fluchtgeschwindigkeit von näherungsweise −13 km/s.

## Eigenschaften
Stand des Jahres 2011 ist Willman 1 die zweitlichtschwächste bekannte Zwerggalaxie nach Segue 1. Sie beträgt lediglich ein 10 Millionstel der Leuchtkraft der Milchstraße. Die Galaxie hat eine absolute Helligkeit von −3 mag. Beobachtungen deuten darauf hin, dass sie eine Masse von 400.000 M⊙ besitzt. Damit kommt man zu einem Masse-Leuchtkraft-Verhältnis von rund 800, was eine Dominanz dieser Galaxie durch Dunkle Materie impliziert. Es ist jedoch schwierig, besonders bei derart lichtschwachen Objekten, die Gesamtmasse des Systems abzuschätzen, da immer ein stabiles gravitativ gebundenes System als Rechengrundlage angenommen wird, was bei Galaxien, die gerade dem äußeren Einfluss von Gezeitenkräften ausgesetzt sind, nicht immer zutrifft.
Willman 1 setzt sich primär aus älteren Sternen zusammen, die vor mehr als 10 Milliarden Jahren entstanden. Die Metallizität dieser Sterne fällt entsprechend gering aus mit [Fe/H] ≈ −2,1, was gleichbedeutend ist damit, dass sie etwa 110 mal weniger an schweren Elementen als unsere Sonne enthält.